# Timbre préoblitéré de France

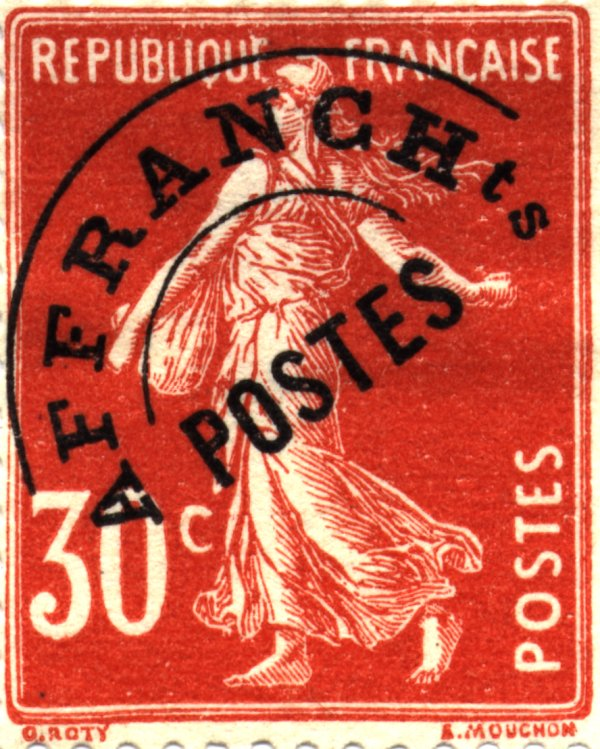
Préoblitéré de France avec la surcharge « AFFRANCH^{ts} - POSTES », habituelle en France depuis 1922.

En France, des timbres préoblitérés ont été confectionnés par les postiers dès les années 1860 pour faciliter l'affranchissement et l'oblitération d'envois en grand nombre par un même expéditeur, souvent une entreprise de commerce. Après une expérience de timbres surchargés spécialement en 1893, les préoblitérés de France sont régulièrement émis à partir de 1920.
Réalisés sur des timbres autres que les séries d'usage courant à partir de 1954, ces timbres préoblitérés sont vendus à l'unité aux collectionneurs à partir de 1965.

## Historique
Dès les années 1860, les postiers sont confrontés à l'affranchissement et l'oblitération des imprimés et échantillons que les sociétés commerciales expédiaient à leurs clients, d'imprimés électoraux en 1870 ou sur des journaux. Des timbres à l'effigie de Napoléon III sont connus oblitérés à l'avance avec un timbre à date. Ces timbres se reconnaissent puisque leur multiple oblitération ne dépasse pas du timbre sur le pli.
Parmi ses usages précurseurs, l'agence Havas utilise des vingt centimes préoblitérés pour expédier au dernier moment ses dépêches pendant le mois de mai 1871 et les événements de la Semaine sanglante.
En 1893 à Paris, les postes expérimentèrent des timbres préoblitérés spécifiques pour l'affranchissement des journaux et des imprimés. Des timbres au type Paix et Commerce sont marqués à la roulette par une surcharge de quatre lignes entre janvier et mars 1893, cinq lignes entre septembre et décembre 1893 : « PARIS - IMPR. », puis en dessous, des éléments de datation. Quelques entreprises ont utilisé ce service à l'époque, notamment les Grands Magasins du Louvre et Le Bon Marché.

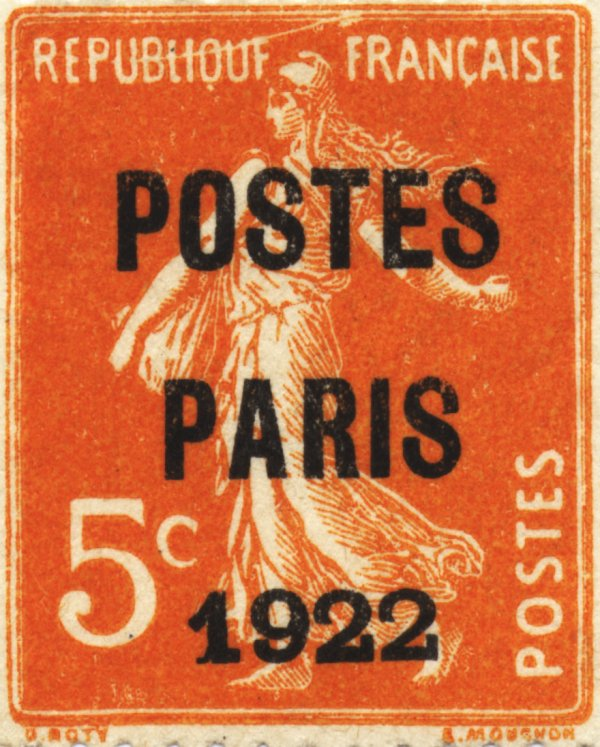
Timbre préoblitéré de 1922, au type Semeuse camée.

En 1920 à Paris, l'expérimentation est recommencée en imposant aux entreprises de coller les timbres préoblitérés au type Semeuse (« POSTES 6- PARIS - 1920 » et de trier leurs plis. En échange, elles bénéficient du tarif des « envois en nombre ». En 1921, la surcharge est modifiée (« FRANCE » au lieu de « PARIS ») avec la généralisation de ce système à l'ensemble du pays.
En septembre 1922, apparaît la surcharge en arc de cercle « AFFRANCHts - POSTES », toujours en usage au début du XXIe siècle.
Jusqu'en 1954, les types d'usage courant de l'époque voient certaines de leurs valeurs préoblitérées. En 1954, le type Coq de P. Poulain est la première série spécialement dessinée pour les timbres préoblitérés et inaugurent plusieurs décennies de séries thématiques vendues à l'unité aux collectionneurs à partir de 1965, alors que les entreprises doivent les acheter par centaines et ramener des plis identiques pour bénéficier du tarif « envoi en nombre ».
Cependant, dans les dernières décennies du XXe siècle, l'utilisation des machines à affranchir et d'enveloppes imprimées avec le code client de l'entreprise expéditrice a réduit l'utilisation des timbres préoblitérés par les entreprises en France.

## Séries de timbres

### Timbres d'usage courant

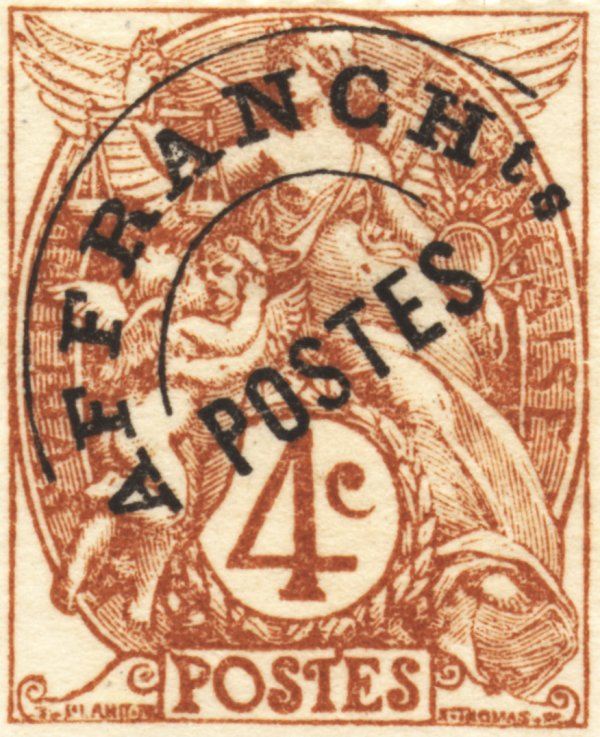
Type Blanc préoblitéré émis en 1924.

De 1920 à 1954, plusieurs séries d'usage courant de chaque époque ont fourni des valeurs préoblitérées. Plusieurs types ont servi en même temps selon les besoins et les changements de tarifs. Dans les années 1920 et 1930, ce sont les types Semeuse camée et Semeuse lignée, Blanc, Merson (un timbre émis en 1924), type Pasteur, Paix et Mercure.
Pendant la Seconde Guerre mondiale, les séries Mercure légende « Postes françaises » et à l'effigie du maréchal Pétain les remplace.
Après guerre, la Cérès de Mazelin et la Marianne de Gandon prennent le relais d'avril 1945 à 1954, avec le timbre « blason d'Anjou » de Robert Louis en 1949.
En 1954, les deux derniers timbres d'usage courant sont émis sous forme préoblitérée avec deux Moissonneuse de Muller.

### Séries thématiques
Le 2 février 1954, avec les timbres au type Moissonneuse de Muller, apparaissent deux timbres au type Coq dessiné par Pierre Poulain et gravé par André Frères pour une impression en typographie, premier type existant uniquement en préoblitéré. Il connaît le passage en nouveau franc le 25 janvier 1960.
En 1964, sont émis les quatre premiers des vingt-trois timbres préoblitérés de la série Monnaie gauloise dessiné par Claude Durrens et gravé par Frères pour être imprimés en typographie. En 1975, la légende « République française » devient « France » comme pour les autres timbres-poste de France.
En 1977, imprimée en taille-douce, l'illustration thématique est modifiée chaque année avec les nouveaux tarifs des envois en nombre, avec tout d'abord : les douze signes astrologiques de 1977 à 1978 par Georges Bétemps, quatre espèces de champignon par Pierre Gandon en 1979, et seize monuments français par Durrens de 1979 à 1982.
De 1983 à 1988, les dessins sont signés Jean Picart Le Doux : les saisons gravées par Pierre Béquet en 1983, les quatre couleurs des cartes à jouer gravées par Joseph Rajewicz en 1984, les mois de l'année de 1985 à 1987 avec gravure successivement de Pierre Forget, Rajewicz et Cécile Guillame, et les quatre éléments gravés par Guillame.
De 1989 à 1993, trente timbres sont émis représentant des instruments de musique, certains repris plusieurs fois dans des couleurs différentes. Dessinés par Charles Bridoux, ces timbres sont imprimés en offset. De 1994 à 1998, Bridoux fournit trois nouvelles séries de quatre timbres sur des feuilles d'arbre et des fleurs sauvages.
Après quatre ans sans émission, La Poste émet à nouveau deux timbres préoblitérés en janvier 2002. Des orchidées ornent désormais ces timbres dessinés par Gilles Bosquet et imprimés en offset. L'impression de l'année sur ces timbres entraîne l'émission annuelle de timbres préoblitérés.

### Sources de l'article
- Catalogue de cotations de timbres de France, éd. Dallay, 2005-2006, pages 744-763.
- Section spécialisée sur les « préoblitérés d'initiative locale » et l'« essai de préoblitération à Paris en 1893 », dans Jean-François Brun, Robert Françon et Jean Storch, Catalogue encyclopédique Marianne 1849-1900, 1982 ; 6e édition, Timbropresse, 1999,  (ISBN 2908101084), pages 100-101.